# Pseudeustrotia macrosema
Pseudeustrotia macrosema är en fjärilsart som beskrevs av Oswald Beltram Lower 1903. Pseudeustrotia macrosema ingår i släktet Pseudeustrotia och familjen nattflyn. Inga underarter finns listade i Catalogue of Life.